# Чёрная королева Канады
«Чёрная короле́ва Кана́ды» (англ. Twelve Penny Black) — филателистическое название редкой канадской почтовой марки номиналом в 12 пенсов из первого стандартного выпуска провинции Канада 1851 года (Sc #3).

## Описание
На беззубцовой марке чёрного цвета и достоинством в 12 пенсов помещён портрет британской королевы Виктории, выполненный Сэндфордом Флемингом.
В основу рисунка марки положена картина работы Альфреда Эдварда Шалона (Alfred Edward Chalon; 1780—1860), который запечатлел Викторию во время её первого публичного выступления в Палате лордов в 1837 году. Миниатюра относится к целому ряду аналогичных марок британских колоний, воспроизводивших данный портрет и известных под названием «Голова Шалона» (Chalon head).

## Филателистическая ценность
Сохранилось шесть чистых и двенадцать гашёных экземпляров «Чёрной королевы Канады». Их цена — от 76 000 долларов за штуку.
В 2009 году среди проданных в течение года редких марок мира за «Чёрную королеву Канады» отдали вторую самую высокую сумму — $299 000.